# Wendschott

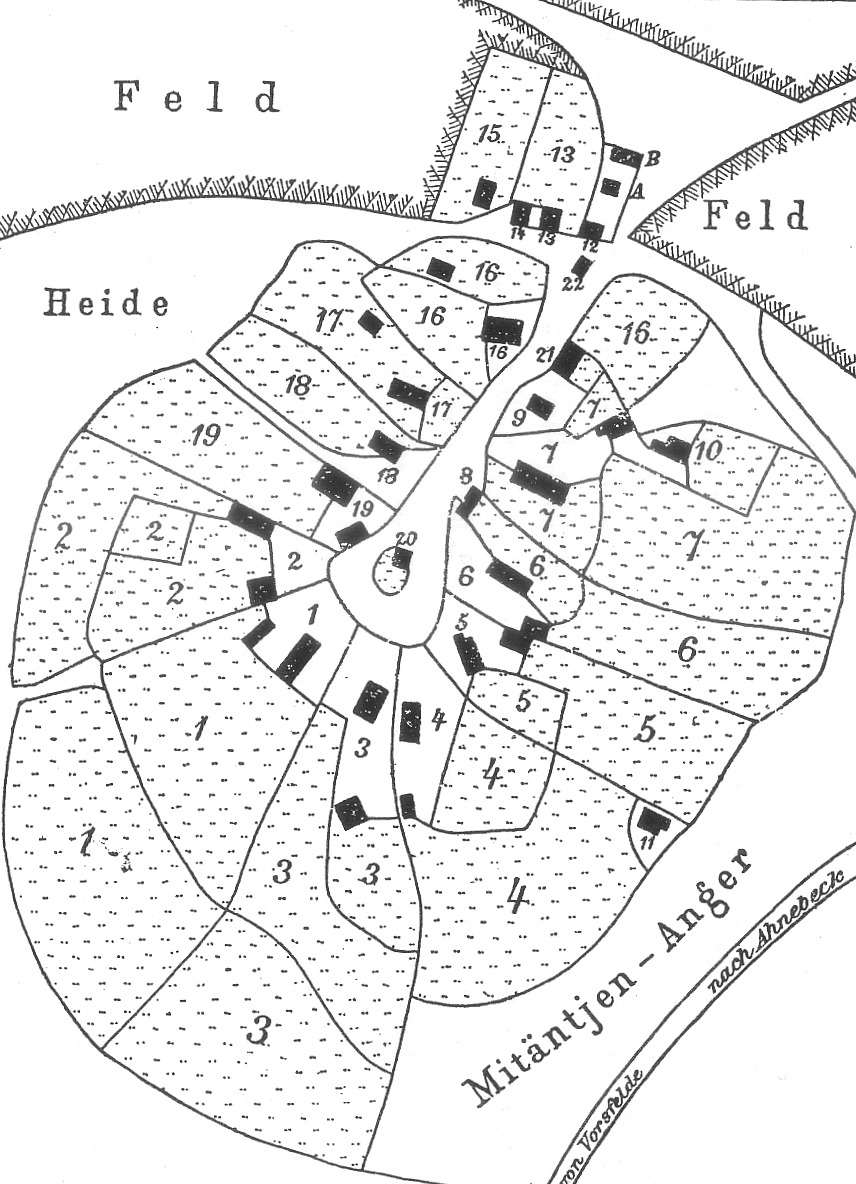
Grundstücksplan von Wendschott, 1759

Wendschott ist ein Stadtteil im äußersten Nordosten der Stadt Wolfsburg.

## Geographie
Wendschott liegt in der historischen Landschaft des Vorsfelder Werders, einem eiszeitlichen Geestrücken. Der Ort grenzt unmittelbar an die Wiesen des Feuchtgebietes Drömling an. Dazu gehört das Naturschutzgebiet „Wendschotter und Vorsfelder Drömling mit Kötherwiesen“.

## Geschichte

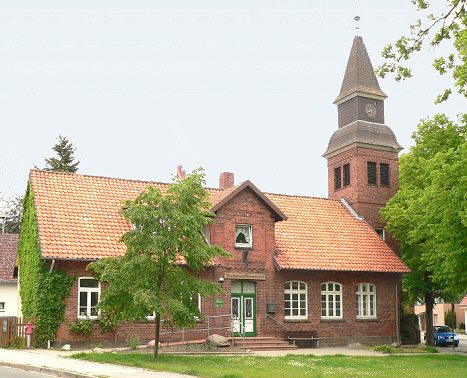
Alte Schule von 1874, ehemaliger Sitz des Dorfvereins

Das Dorf wird 1366 in einem Abgabenverzeichnis der Stadt Braunschweig erstmals urkundlich als Wendes Kothe genannt. Es ist die deutsche Bezeichnung für die von Angehörigen des slawischen Stamms der Wenden bewohnte Katen. Wie andere Werder-Dörfer wurde die Siedlung wahrscheinlich zwischen dem 10. und 11. Jahrhundert planmäßig angelegt. Noch heute ist an der Anordnung der alten Bauernhäuser die ursprüngliche Dorfform als wendischer Rundling erkennbar. Bedingt durch die unwirtliche Heidelandschaft war im Mittelalter die wirtschaftliche Lage kärglich. Eine Dorfbeschreibung von 1759 erwähnt den schlechten Ertrag der Bauern und dass wegen fehlendem Brotgetreide der Buchweizen ein Hauptnahrungsmittel war. Abhilfe schuf erst die Trockenlegung naher Sümpfe, vor allem im Drömling, und die Einführung von Kunstdünger im 19. Jahrhundert. Zur zentralen Stelle im Ort wurde der Dorfplatz am früheren Schulgebäude in der Wendenstraße (früher Hauptstraße). 1874 wurde die neue Schule mit einer Schulstube und Lehrerwohnung und einem kleinen Turm mit Uhr und Glocke links vom Haupteingang errichtet. Der neue Turm wurde 1928 errichtet und der kleine Turm von links auf den neuen Turm gesetzt. Das Gebäude ist heute eine Verwaltungs-Außenstelle der Stadt Wolfsburg.
Im Mai 1946 wurde Wilhelm Behrens, der im Mai 1945 als Bürgermeister eingesetzt worden war, erschossen, als er einen Dieb festhalten wollte. Heute ist nach ihm eine Straße in Wendschott benannt.
Am 1. Juli 1972 wurde die Gemeinde Wendschott aufgelöst, sie gehörte zuvor zum Landkreis Helmstedt. Das ehemalige Gemeindegebiet wurde ein Stadtteil von Wolfsburg und bekam einen eigenen Ortsrat mit einem Ortsbürgermeister an der Spitze. Das 1969 genehmigte Wappen wurde nach der Eingemeindung weiter geführt. Im 20. Jahrhundert bildete sich aus dem früheren Rundlingsdorf durch Erschließung neuer Baugebiete ein längliches Ortsgebilde, das mit dem südlich gelegenen Stadtteil Vorsfelde zusammengewachsen ist. 2017 wurde das ehemalige Gasthaus Zur Erholung, ein auf das 18. Jahrhundert zurückgehendes Fachwerkhaus, abgerissen.

## Wappen
Das Wendschotter Wappen zeigt eine Pflugschar in der Mitte eines nach oben offenen Kreises, der für die ursprünglich Dorfform als Rundling steht.

## Politik
Politisch wird der Stadtteil durch den Ortsrat Wendschott vertreten. Ortsbürgermeister ist Siegfrid Leu (CDU).

### Wappen
| Wappen von Wendschott | Blasonierung: „In Grün eine silberne Pflugschar in der Mitte eines nach oben offenen silbernen Kreises.“ |
| Wappen von Wendschott | Wappenbegründung: Wendschott gehört zu jenen Orten, bei denen die ursprüngliche Rundlingsform noch heute erkennbar ist. Bei dieser Siedlungsform gruppieren sich die Häuser und Grundstücke kreisförmig um einen Dorfplatz, zu dem eine Zufahrtsstraße führt. Diese ursprüngliche Anlage wird durch den oben offenen Kreis grafisch kraftvoll abstrahiert wiedergegeben. Die Pflugschar und die grüne Schildfarbe versinnbildlichen die Landwirtschaft als Erwerbs- und Nebenerwerbszweig vieler Einwohner. Das Wappen wurde vom Heraldiker Wilhelm Krieg gestaltet und am 28. März 1969 vom Rat der damals noch selbständigen Gemeinde angenommen, was der Ortsrat nach der Eingemeindung am 23. Mai 1978 bekräftigte. |

## Kultur und Sehenswürdigkeiten

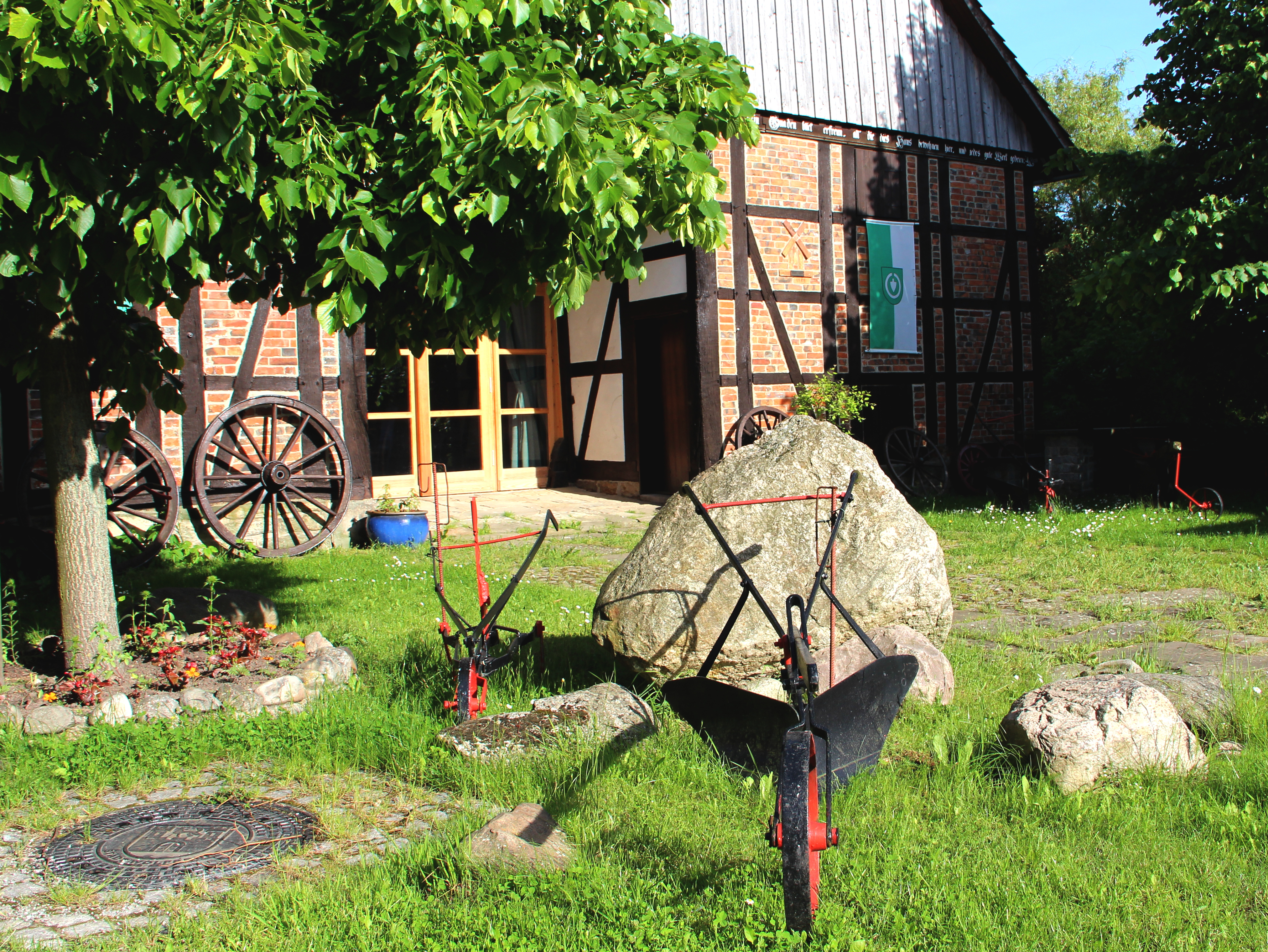
Niedersachsenhaus

- Niedersachsenhaus, Hallenhaus von 1838 mit Heimatmuseum, saniert durch den „Dorfverein Wendschott“[7]
- Alte Schule, saniert durch den „Dorfverein Wendschott“ und Vereinssitz
- Wippermühle
- Ehemaliger Wipperteich, nördlich von Wendschott

## Kirche

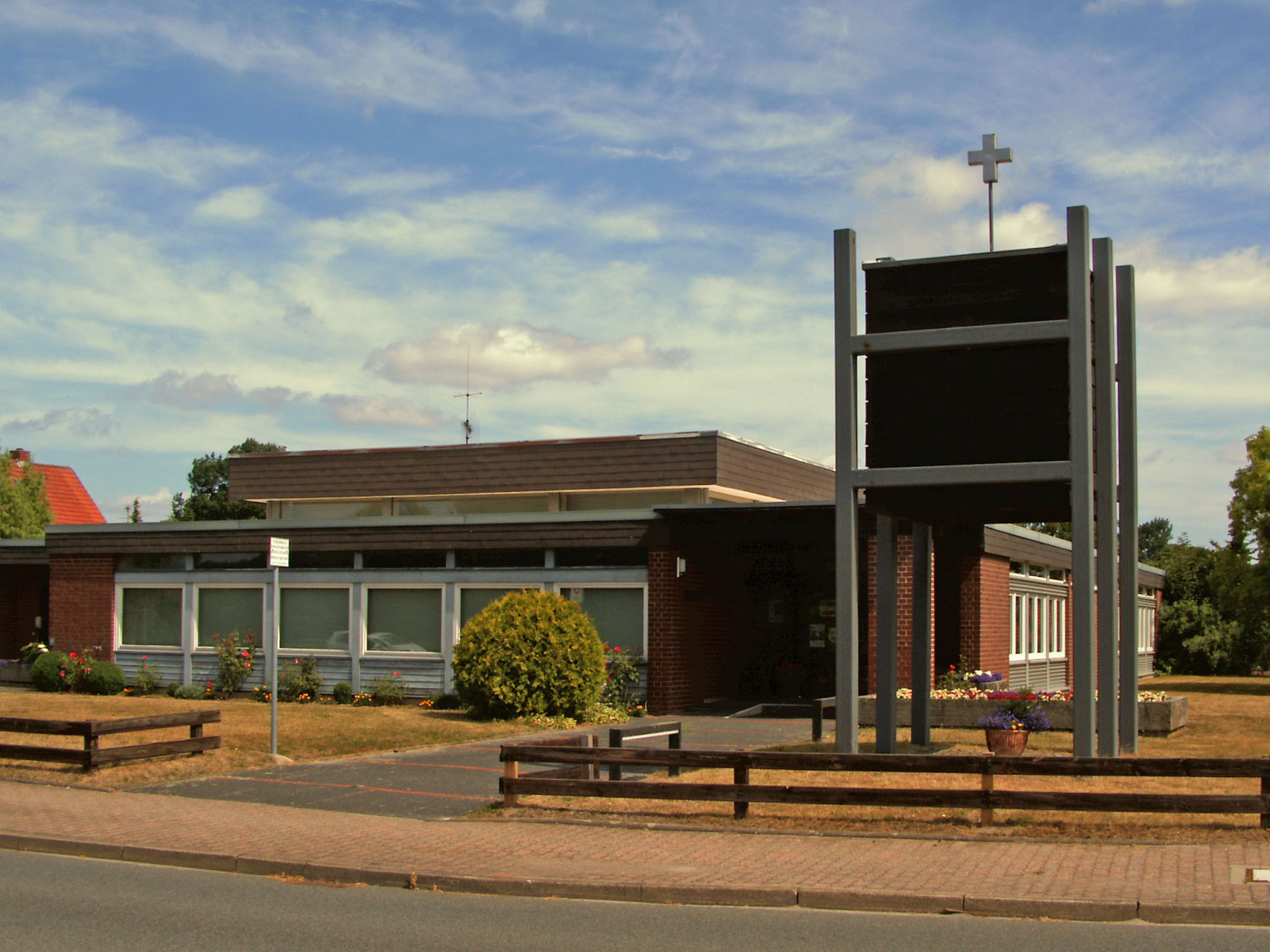
Heiliggeistkirche

- Heiliggeistkirche (evangelisch-lutherisch). 1971–1974 erbaut, modernes Kirchengebäude im Flachbaustil nach einem Entwurf von Friedrich Berndt, Braunschweig. Den eigentlichen Kirchenraum des Gemeindezentrums bildet ein in der Mitte liegender Sakralraum. Dieser 10 m × 10 m große Altarraum mit Taufstein, Lesepult und Orgel bietet etwa 100 Besuchern Platz. Um diesen zentralen Sakralraum gruppieren sich ein Gemeindesaal, Gruppen- und Unterrichtsräume, die Sakristei, das Amtszimmer des Pastors, die Registratur, der Eingangsraum, die sanitären Anlagen, die Teeküche und Abstellräume. Durch mehrere verschiebbare Wände kann aus verschiedenen Räumen ein großer Raum von über 250 m² geschaffen werden. Die Glockenträger für ein Zwei-Glocken-Geläut am Gemeindezentrum wurden im Jahr 1980 eingeweiht. Die große Glocke trägt die Inschrift „Wer Ohren hat zu hören, der höre“ (Lukasevangelium 8,8) und die kleine Glocke: „Laßt euch vom Geist entzünden“ (Römerbrief 12,11). Der Bibelvers der kleinen Glocke und das Deckengemälde im Kirchenraum mit der Ausgießung des Heiligen Geistes geben der Kirche ihren Namen „Heiliggeistkirche“.[8]

## Bildung
- AWO-Kita Wendschott
- Grundschule Wendschott

## Vereinsleben
Der bekannteste Sportverein des Stadtteils ist der WSV Wendschott, dessen frühere Damenfußballmannschaft mehrere Jahre in der Frauen-Bundesliga spielte. Ein weiterer Sportverein ist die Borussia 90 Wendschott.
Weitere Vereine sind der Schützenverein Wendschott, der Fanfarenzug Wendschott und der Dorfverein Wendschott.
Die Freiwillige Feuerwehr Wendschott als Teileinheit der Feuerwehr Wolfsburg sorgt für den Brandschutz und die allgemeine Hilfe insbesondere auf örtlicher Ebene.